# 怪異集
怪異集，1983年7月12日創刊，漢民主篇兼監製，是香港驚慄漫畫，以鬼怪奇異的恐怖故事為主，七十年代至八十年代香港興起鬼故熱潮，無論電視、電影、小說，都有很多以鬼故作為題材，而《怪異集》就是當時以鬼故為題材的漫畫之中，銷量最高的一本。同時期的鬼怪漫畫有：白金龍編繪的《迷離境界》和上官小威的《迷離世界》。漢民離開後，先後換了多位監製及主編，像李志清、廖瑞賢等。最終因為銷路欠佳而在1995年停刊。共出版了570期。早期亦有《怪異集合訂本》共出版了232期，頁數較厚，內容輯錄怪異集及加入其他漫畫家的作品。
怪異集漫畫以漢民編繪的漫畫故事做主打，除了漢民之外，另一個主力是李志清，兩位主筆都是怪異集的台柱。漢民編繪至第183期「鴿子姑娘」(1988年2月)後離開玉郎機構自組公司製作漫畫《漢民夜話》，第184期開始改為怪異集製作組編繪。怪異集一向是黑白印刷，由193期起改為全書彩色印刷，第501期起改名為《金裝怪異集》。